# Quaristice
Albums de Autechre
Untilted
(2005) Quaristice.Quadrange.ep.ae
(2008)
Quaristice est le neuvième album du groupe Autechre, sorti en 2008 sur le label Warp Records.

## Éditions
Quaristice fut disponible en téléchargement sur bleep.com aux formats FLAC et MP3 le 29 janvier 2008. Il fut édité sur support physique le 3 mars 2008. Dans une interview, Sean Booth, membre du duo, déclara que « le véritable produit est le fichier FLAC — mais je ne vois aucun inconvénient à ce que certains désirent posséder quelque chose qu'ils puissent tenir ». Chaque piste de l'album est accompagnée d'un design de l'agence The Designers Republic.
Quaristice fut également édité dans un coffret de deux CD, dont le deuxième contenait des versions alternatives des 11 pistes. Cette édition était présentée dans un boîtier métallique, photo-etched, et limitée à 1 000 exemplaires,. Cette édition limitée s'est intégralement vendue en 12 heures.

## Pistes
Les pistes de Quaristice sont les suivantes :
| 1.    | Altibzz                                                 | 2:52 |
| 2.    | The Plc                                                 | 4:16 |
| 3.    | IO                                                      | 3:08 |
| 4.    | plyPhon                                                 | 2:33 |
| 5.    | Perlence                                                | 3:25 |
| 6.    | SonDEremawe                                             | 1:21 |
| 7.    | Simmm                                                   | 5:00 |
| 8.    | paralel Suns                                            | 3:03 |
| 9.    | Steels                                                  | 2:56 |
| 10.   | Tankakern                                               | 3:39 |
| 11.   | rale                                                    | 3:42 |
| 12.   | Fol3                                                    | 3:47 |
| 13.   | fwzE                                                    | 2:38 |
| 14.   | 90101-5l-l                                              | 3:11 |
| 15.   | bnc Castl                                               | 2:52 |
| 16.   | Theswere                                                | 2:12 |
| 17.   | WNSN                                                    | 4:56 |
| 18.   | chenc9                                                  | 4:57 |
| 19.   | Notwo                                                   | 5:34 |
| 20.   | Outh9X                                                  | 7:14 |
| 21.   | nu-Nr6d (uniquement disponible sur l'édition japonaise) | 3:51 |
| 73:15 |                                                         |      |

Les pistes du deuxième CD de l'édition limitée sont les suivantes :
| 1.  | Altichyre       | 1:43  |
| 2.  | The PlclCpC     | 9:18  |
| 3.  | IO (mons        | 7:52  |
| 4.  | Phylopn         | 2:40  |
| 5.  | Perlence range3 | 7:37  |
| 6.  | SonDEre-ix      | 3:27  |
| 7.  | Tankraken       | 5:28  |
| 8.  | fol4            | 11:41 |
| 9.  | 90101-61-01     | 5:10  |
| 10. | chenc9-x        | 8:28  |
| 11. | nofour          | 4:24  |